# Otter (Grenff)
Die Otter ist ein etwa 5,6 km langer, linksseitiger bzw. südlicher Zufluss der Grenff im Osthessischen Bergland im nordhessischen Schwalm-Eder-Kreis. Sie gehört zum Flusssystem und Einzugsgebiet der Weser.

## Name
Der Ort Ottrau wurde im 9. Jh. als in Otraho erstmals urkundlich erwähnt. Entsprechend hieß der Ort und das Gewässer im Althochdeutschen *Otraha, eine Zusammensetzung aus ottar „Otter“ und dem Hydronym -aha.

## Verlauf
Die Otter beginnt im Ottrauer Bergland, einem Teil des Fulda-Haune-Tafellands im Osthessischen Bergland, im Übergangsbereich zum Knüllgebirge. Ihre beiden etwa 500 m langen Quellbäche entspringen etwa 1,3 km südlich des Ottrauer Kernorts Ottrau auf etwa 390 m Höhe am nördlichen Fuß des Bechtelsbergs (472 m), rund 300 m östlich der Landesstraße L 3157.
Der Bach fließt von dort in allgemein nördlicher Richtung, vorbei an der Wüstung Scheuersrode, und durchquert Ottrau, wo er einen kleinen, von links kommenden Bach und dann den von Osten (rechts) kommenden Pfaffenbach aufnimmt. Von Ottrau verläuft er weiter nach Norden in mehreren Windungen entlang der Westflanke des Sebbel (383,5 m) und mündet 0,7 km östlich von Kleinropperhausen etwa 150 m nach Unterqueren der Landesstraße L 3158 bei der Lenzenmühle auf etwa 297 m Höhe in die Grenff. Dort stand einst die im Volksmund Burgscheller genannte kleine Burganlage, wohl ein kleiner, burgartig befestigter Wartturm.